# 刘仲文

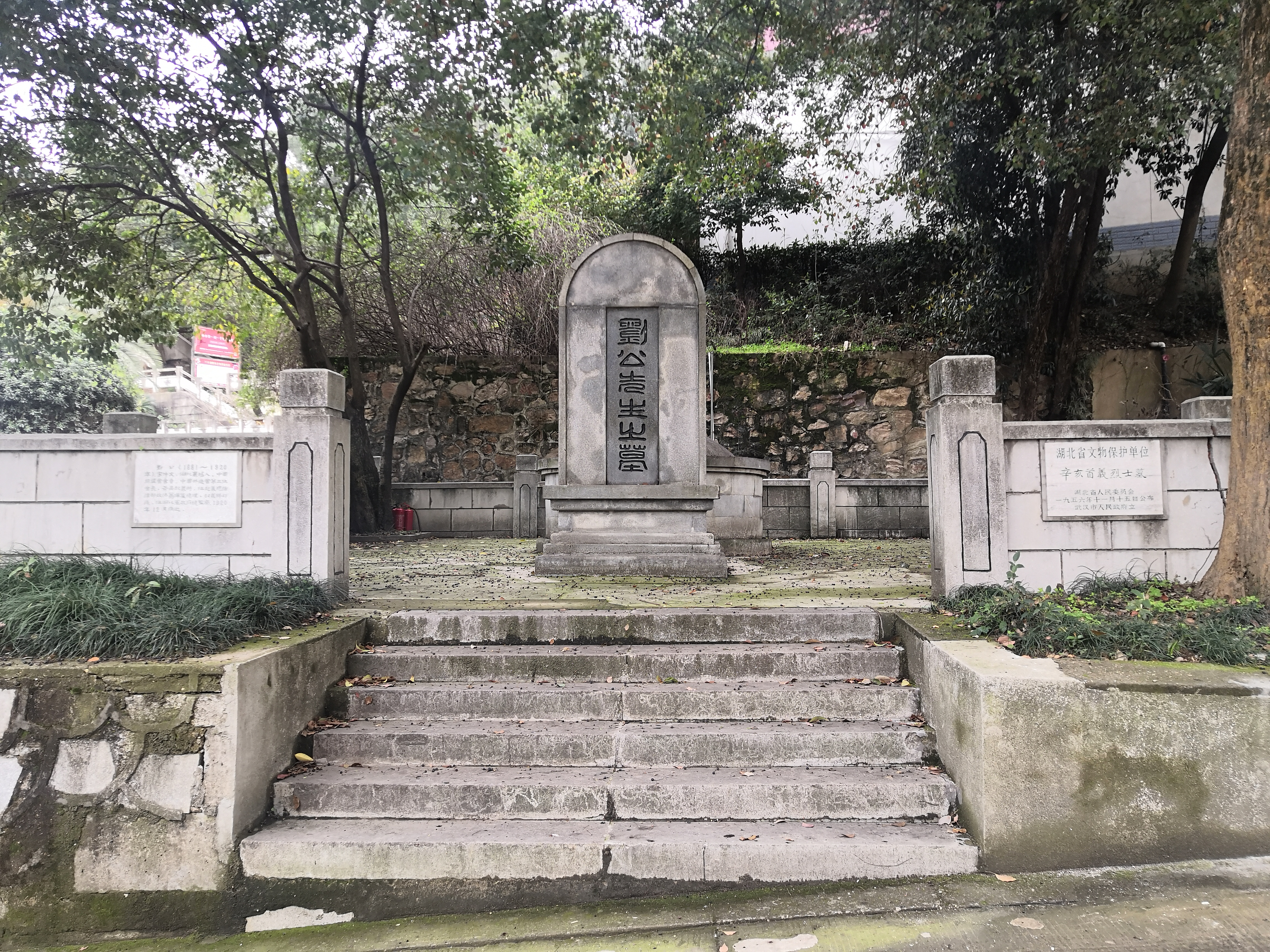
刘仲文墓

刘仲文（1881年—1920年4月12日），譜名耀瑸，又名柄標、树湘，一名湘，後改名公，字仲文，人稱刘仲文，以字行，湖北襄阳人，辛亥革命首义先驱。

## 生平
刘仲文出身襄阳富豪家庭，1902年赴日本留学，先后就读于东亚同文书院、东斌学堂。1905年加入中国同盟会，并捐资支持同盟会机关报《民报》的出版。1906年萍浏醴起义爆发后，刘仲文计划回国响应。后因局势紧张而未能起事。此后返回日本，入读明治大学政治经济专科。1907年与张伯祥、焦达峰等在东京组建共进会，任副会长。1908年出任会长。
1910年毕业后回国。刘仲文为向革命活动筹集经费，便以捐官的名义向父亲刘子敬要钱。在表弟陶德琨的劝说下，刘仲文父亲答应了请求。之后他又促成了共进会与文学社的联合，并组织湖北新军起义。
1911年10月9日下午，刘公与孙武往汉口俄租界宝善里14号机关部因意外爆炸，惊动了租界巡捕。刘公让人将受伤的孙武送往法租界同仁医院医治，本人则隐蔽于法租界德兴里友人处。10月10日早晨，刘公同张振武等赶到孙武在德租界共和里的藏身处，紧急约见了部分骨干，决议于当晚发动起义。
武昌起义后，鄂军都督府成立，刘仲文与陶德琨等人组成约法起草委员会，他被推举为主席，参与编制了《中华民国鄂州临时约法》。此后历任军政府总监察、北伐左翼军总司令兼河南安抚使。
1912年刘仲文前往北京，担任袁世凯总统府高等顾问。二次革命时离开北京，前往上海居住。1916年袁世凯称帝时，刘仲文通电全国表示反对。护法运动时，他赴襄阳策动襄郧镇守使黎天才率部独立，反对段祺瑞政府。1918年初，豫鄂陕三省联军总司令部成立，刘仲文任总参谋长。后因不敌吴佩孚与吴庆桐的部队，而退出襄阳。1919年底因肺病加重，回到上海就医。1920年4月12日在上海病逝，终年40岁。
1922年，总统黎元洪追赠刘仲文为陆军上将。1928年10月21日，湖北省政府将其公葬于武昌卓刀泉伏虎山御泉寺后山之阴，碑上刻“首义元勋刘仲文先生之墓”。

## 家庭
刘仲文父亲刘子敬为前清武举人，四叔刘子麟则为度支部郎中。
刘仲文兄弟共六人，仲文排行第二，长兄刘耀琮、三弟夭折、四弟刘耀珍、五弟刘耀琛、六弟刘耀璋（刘同）。
刘仲文之妻刘一（原名李淑卿）原籍广东，1911年经杨玉如介绍，两人结为夫妻。他们无子女，过继长兄耀琮之子刘发权为嗣子。